# Vojno Selo
Vojno Selo este un sat din comuna Plav, Muntenegru. Conform datelor de la recensământul din 2003, localitatea are 639 de locuitori (la recensământul din 1991 erau 1077 de locuitori).

## Demografie
În satul Vojno Selo locuiesc 446 de persoane adulte, iar vârsta medie a populației este de 34,5 de ani (33,6 la bărbați și 35,4 la femei). În localitate sunt 160 de gospodării, iar numărul mediu de membri în gospodărie este de 3,99.
Populația localității este foarte eterogenă.
|  |

| Demografie | Demografie | Demografie |
| An         | Locuitori  | Locuitori  |
| ---------- | ---------- | ---------- |
|            |            |            |
|            |            |            |
|            |            |            |
|            |            |            |
| 1948       | 863        |            |
| 1953       | 904        |            |
| 1961       | 995        |            |
| 1971       | 1086       |            |
| 1981       | 910        |            |
| 1991       | 1077       | 818        |
| 2003       | 1036       | 639        |

| \| Componența etnică conform recensământului din 2003[2] \| Componența etnică conform recensământului din 2003[2] \| Componența etnică conform recensământului din 2003[2] \| Componența etnică conform recensământului din 2003[2] \| Componența etnică conform recensământului din 2003[2] \| \| ----------------------------------------------------- \| ----------------------------------------------------- \| ----------------------------------------------------- \| ----------------------------------------------------- \| ----------------------------------------------------- \| \| \| \| \| \| \| \| Bosniaci \| Bosniaci \| \| 246 \| 38,49% \| \| Albanezi \| Albanezi \| \| 148 \| 23,16% \| \| Sârbi \| Sârbi \| \| 147 \| 23% \| \| Muntenegreni \| Muntenegreni \| \| 56 \| 8,76% \| \| Musulmani \| Musulmani \| \| 37 \| 5,79% \| \| Rusi \| Rusi \| \| 1 \| 0,15% \| \| necunoscută \| necunoscută \| \| 1 \| 0,15% \| |              |  |     |        |
| Componența etnică conform recensământului din 2003 |              |  |     |        |
| |              |  |     |        |
| Bosniaci | Bosniaci     |  | 246 | 38,49% |
| Albanezi | Albanezi     |  | 148 | 23,16% |
| Sârbi | Sârbi        |  | 147 | 23%    |
| Muntenegreni | Muntenegreni |  | 56  | 8,76%  |
| Musulmani | Musulmani    |  | 37  | 5,79%  |
| Rusi | Rusi         |  | 1   | 0,15%  |
| necunoscută | necunoscută  |  | 1   | 0,15%  |